# Spaghetti-arrest
Het spaghetti-arrest is een uitspraak van het Hof van Cassatie in België van 14 oktober 1996 in verband met de zaak-Dutroux. De uitspraak had tot gevolg dat onderzoeksrechter Jean-Marc Connerotte van de zaak werd gehaald, omdat hij had meegegeten aan een diner waar ook de slachtoffers waren.

## Het diner
Op zaterdag 21 september, 39 dagen na de bevrijding van Sabine Dardenne en Laetitia Delhez uit de kelder van Dutroux, werd in Bertrix een diner georganiseerd ter ere van de overlevende slachtoffers. Aanwezig waren Sabine en Laetitia, een notaris, de aanklager Michel Bourlet en de onderzoeksrechter Connerotte - die juist die dag getrouwd was. De magistraten bleven een uur, spraken niet met de twee aanwezige slachtoffers, kregen een bord spaghetti, en een vulpen van omgerekend 27 euro. Voor hun vrouwen was er een bloemetje.

## Wraking
De verdediger van Dutroux, Julien Pierre, diende een klacht in tegen beide magistraten. Op 14 oktober 1996 deed het Hof van Cassatie uitspraak: vanwege de schijn van partijdigheid wordt onderzoeksrechter Connerotte van de zaak gehaald: Een onderzoeksrechter houdt nooit op rechter te zijn, (...) Hij mag onder geen enkele omstandigheid, hoe uitzonderlijk ook, bij de partijen en bij de publieke opinie de schijn van partijdigheid wekken, aldus de motivering. Met deze uitspraak volgde het Hof van Cassatie het advies van Eliane Liekendael, de toenmalige procureur-generaal bij het Hof. Op voorhand was door premier Dehaene gevraagd om inventiviteit aan de dag te leggen in deze zaak, maar Liekendael verklaarde geen woordvoerder van het sentiment te zijn; haar enige taak was de rechtsregels toe te passen.
Het onderzoek naar de ontvoeringen werd overgedragen aan Jacques Langlois, een collega van Connerotte te Neufchâteau. Dominique Gérard kreeg het onderzoek naar de autozwendel. Bourlet mocht zijn werk voortzetten, omdat hij als aanklager niet onpartijdig hoeft te zijn. Door het onderzoek in Neufchâteau te houden kon het Hof van Cassatie vermijden dat er aanzienlijke vertraging zou ontstaan door de transfer tussen parketten, zoals twee jaar voorheen was gebeurd in de zaak-Cools.

## Vervolg
De uitspraak op maandag 14 oktober schokte het land met verbazing, ongeloof en wantrouwen. De rechters werden "wereldvreemd" genoemd. Zes dagen later, op zondag 20 oktober, werd de Witte Mars gelopen door 300.000 mensen.
In augustus had Bourlet op televisie gezegd ... Si on me laisse faire (Als ze me laten begaan (in het onderzoek)), al zei hij er niet bij wie 'ze' waren. Deze uitspraak heeft de achterdocht niet weggeholpen.

## Trivia
- In de serie Het goddelijke monster (de verfilming van de Monstertrilogie van Tom Lanoye), die in het najaar van 2011 op Eén te zien was, komt 'het frietkotarrest' ter sprake. Hierbij wordt onderzoeksrechter Willy Dedecker van de zaak-Deschryver afgehaald omdat hij tijdens de witte mars frieten eet van een kraampje van De Witte Beweging. Dit is een duidelijke verwijzing naar het Spaghetti-arrest.